# Petasites japonicus
Кремена японська (Petasites japonicus) — вид рослини родини айстрових (Asteraceae).

## Назва
В англійській мові має назву «солодка мати-й-мачуха» (англ. sweet-coltsfoot), «гігантська кремена» (англ. giant butterbur). В Японії рослину називають «фукі» яп. フキノトウ.

## Будова
Дводомна рослина до 150 см висоти з великим листям до 80 см діаметром. Спід листя покрити волосинками. Жовто-білі квіти зібрані у густі суцвіття з овальними приквітками. Квітне перед тим, як з'являється листя.

## Поширення та середовище існування
Зростає у Східній Азії в болотистих місцях, вздовж річок.

## Практичне використання
Пагони та квіти рослини вживають у східній кухні. Їх ріжуть та обжарюють з місо для приготування фукі-місо, яке подають з рисом. По структурі пагони схожі на селеру або ревінь.Також з них готують темпуру. В Кореї пагони відварюють, вижимають та готують намуль.

## Галерея

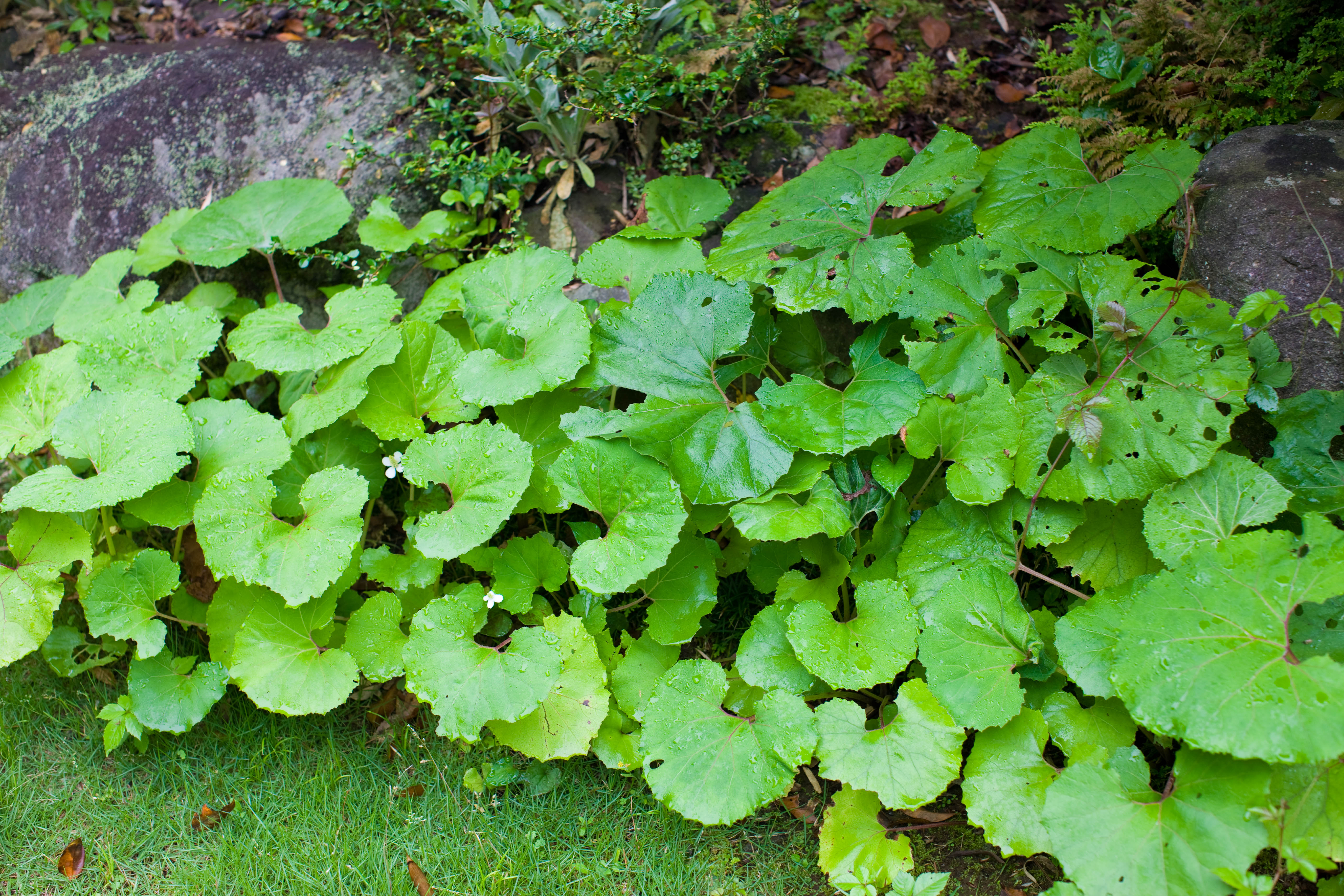
Листя
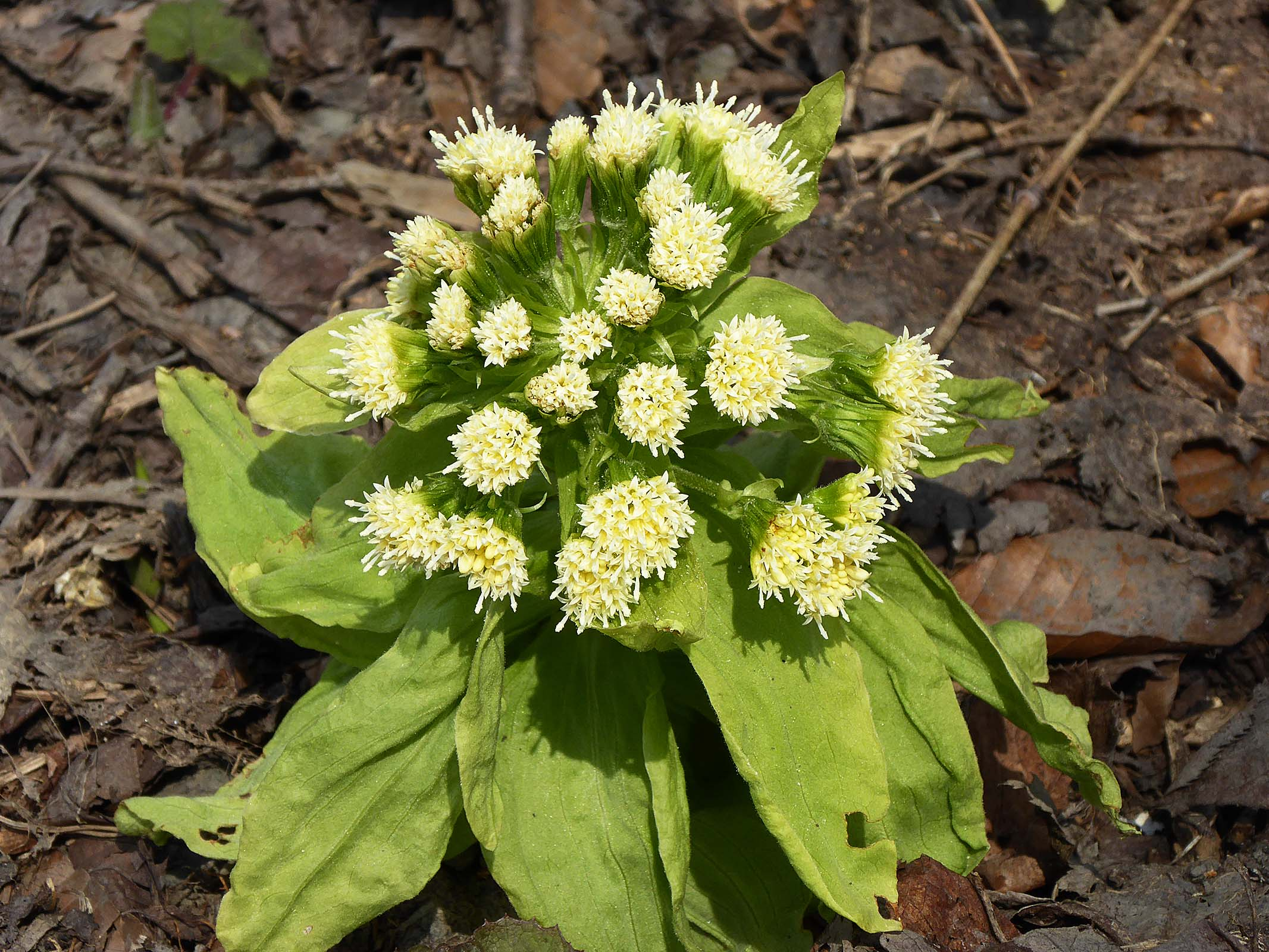
Квіти
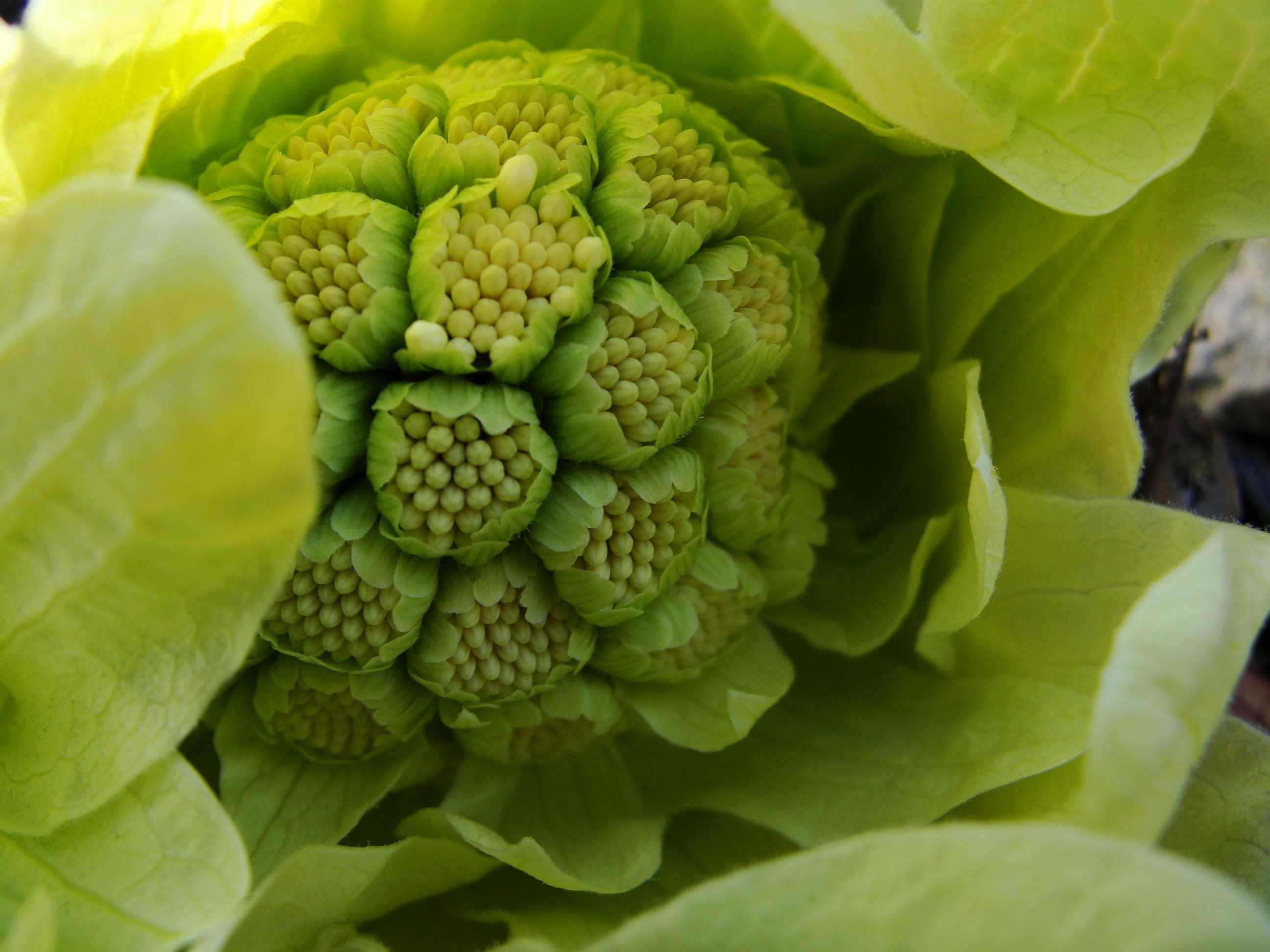
Пуп'янки
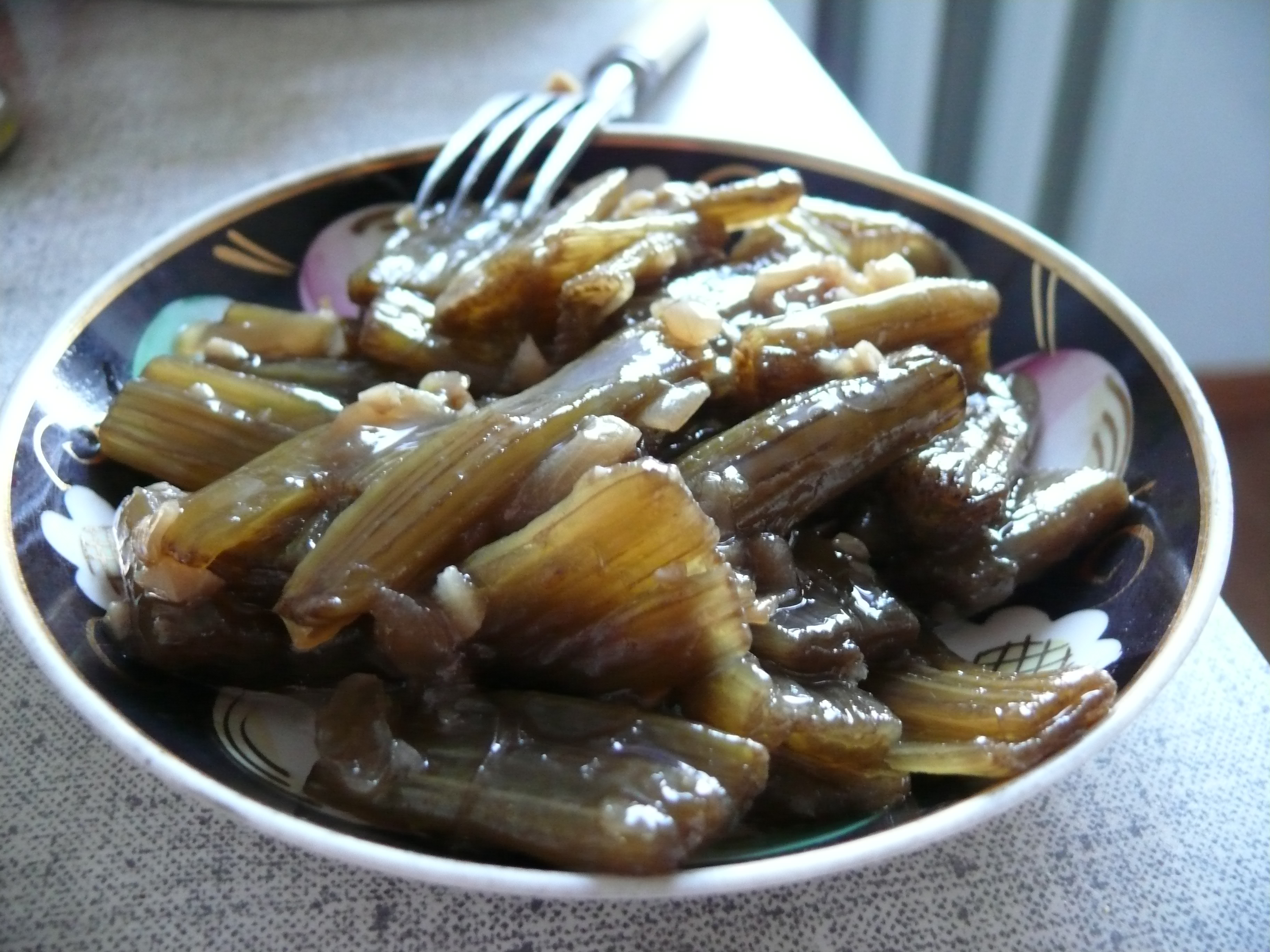
Страва з фукі